# Asociația de Fotbal din Taiwan
Asociația de Fotbal din Taiwan (chineză: 中華民國足球協會 este corpul principal de fotbal din Republica China.